# Ebara Soroku
Ebara Soroku (江原 素六, 10 mars 1842-19 mai 1922) est un samouraï de la fin de la période Edo, devenu éducateur et homme politique pendant l'ère Meiji.

## Biographie
Ebara est né à Edo, il est le fils d'un serviteur du shogunat Tokugawa mais comme il fut un élève particulièrement doué à la terakoya, il fut choisi pour l'académie militaire du shogunat.
Après sa participation à la bataille de Toba-Fushimi pendant la guerre de Boshin de la restauration de Meiji, il a visité les États-Unis. À son retour au Japon, il s'est installé dans la préfecture de Shizuoka pour être près de l'ancien shogun Yoshinobu Tokugawa et a aidé à fonder l'académie militaire de Numazu et le lycée de Numazu. Converti au christianisme en 1877, il fut responsable de l'église de Numazu. Plus tard, Ebara fut président du YMCA de Tokyo.
Lors des élections législatives japonaises de 1890, Ebara fut élu à la Chambre des représentants de la diète du Japon et devint membre du parti libéral, du Kenseikai, et du Rikken Seiyūkai. En 1912, il fut nommé à la Chambre des pairs. Il fut envoyé aux États-Unis pour essayer d'atténuer la tension après la promulgation de la loi californienne sur les étrangers de 1913.
Ebara est également le fondateur de lycée d'Azabu (devenu un collège).
Il est mort d'une hémorragie cérébrale.

## Source de la traduction
- (en) Cet article est partiellement ou en totalité issu de l’article de Wikipédia en anglais intitulé « Ebara Soroku » (voir la liste des auteurs).